# Языковой майдан
Языковой майдан 2012 года (укр. Мовний майдан 2012 року) — массовые акции протеста в Украине против принятия закона «Об основах государственной языковой политики», предусматривавшего возможность равного использования регионального языка на уровне с украинским в регионах, где численность национальных меньшинств превышает 10 %.
Вопреки протестным акциям, несколько областных и местных советов признали русский язык в качестве регионального.
Протесты не получили дальнейшего развития и в августе 2012 года остальных участников майдана разогнали правоохранители.

## Хронология

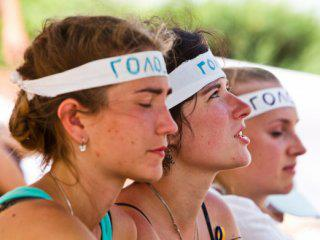
Голодающие протестующие на Языковом майдане

После принятия Верховной Радой закона «Об основах государственной языковой политики», 3 июля на Европейской площади возле Украинского дома собрался митинг в поддержку украинского языка. Некоторые участники акции объявили голодовку. Часть протестующих осталась ночевать.
На следующий день между митингующими и спецподразделением «Беркут», стянутыми на место событий, произошли столкновения с применением слезоточивого газа. 8 июля, несмотря на проходившие в ряде городов Украины, включая Киев, акций протеста, Президент Украины Виктор Янукович подписал «закон о языках».
Одним из активных деятелей языкового майдана был Дмитрий Резниченко. За события 4 июля 2012 года его приговорили к двум годам заключения условно за причинение телесных повреждений сотрудникам милиции (поводом стало применение газового баллончика против правоохранителей во время столкновений возле Украинского дома).

## Итог
Закон «Об основах государственной языковой политики» был отменён 28 февраля 2018 года.
По мнению политолога Владимира Фесенко, принятие данного закона осуществлялось в политических целях, однако не имело конкретных последствий для языковой составляющей общества.